# Brycinus affinis
Brycinus affinis är en fiskart som först beskrevs av Günther, 1894.  Brycinus affinis ingår i släktet Brycinus och familjen Alestidae. IUCN kategoriserar arten globalt som livskraftig. Inga underarter finns listade.